# Фуникулёр

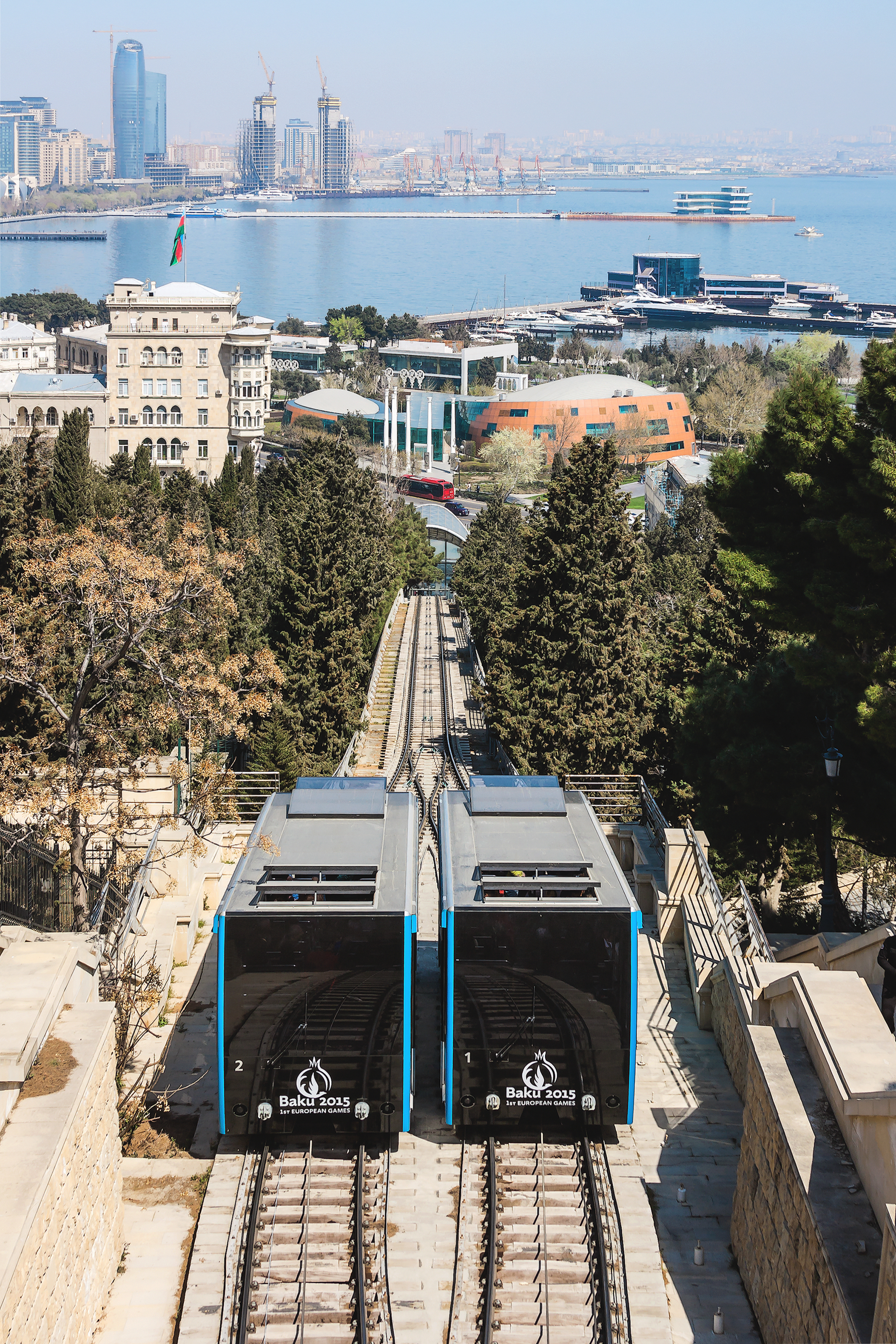
Фуникулёр в Баку, Азербайджан

Фуникулёр (фр. funiculaire, произв. от лат. funiculus — верёвка, канат) — рельсовое транспортное средство с канатной тягой для перевозки людей или грузов в вагонах на небольшое расстояние по крутой трассе. Фуникулёр является специализированным транспортом, применяемым в условиях тяжёлого рельефа местности.
Фуникулёры довольно распространены в Европе, например в Париже, Барселоне, Бергене, Праге, Сочи, Неаполе, Генуе, Комо, Бергамо, Киеве, Каунасе, Одессе и других городах. Линии фуникулёра, исполняя транспортную работу, одновременно часто становятся аттракционом, предметом внимания туристов.

## Устройство фуникулёра

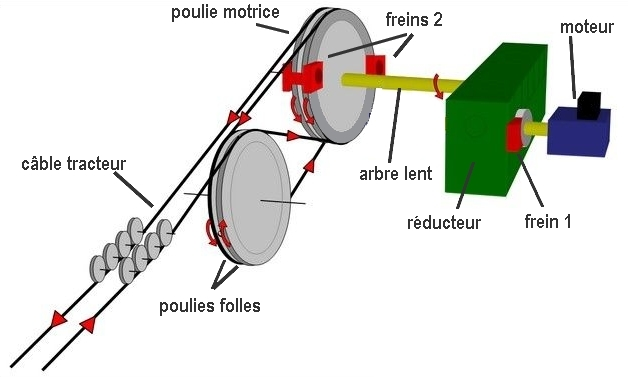
Машинное отделение верхней станции

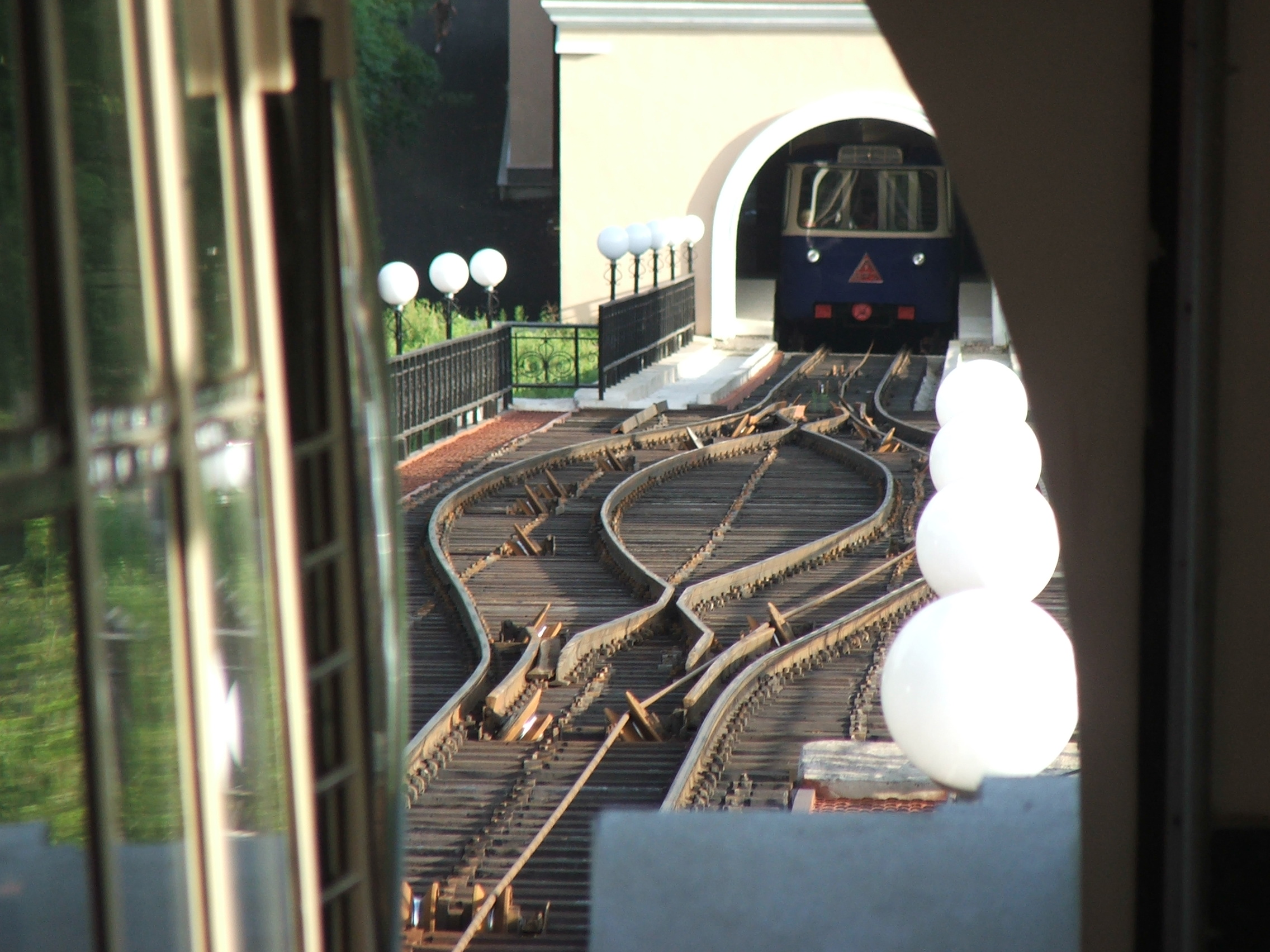
Пути с разъездом владивостокского фуникулёра

Схемы путей фуникулёров. Рельсы, обозначенные зелёным цветом, используются обоими вагонами.

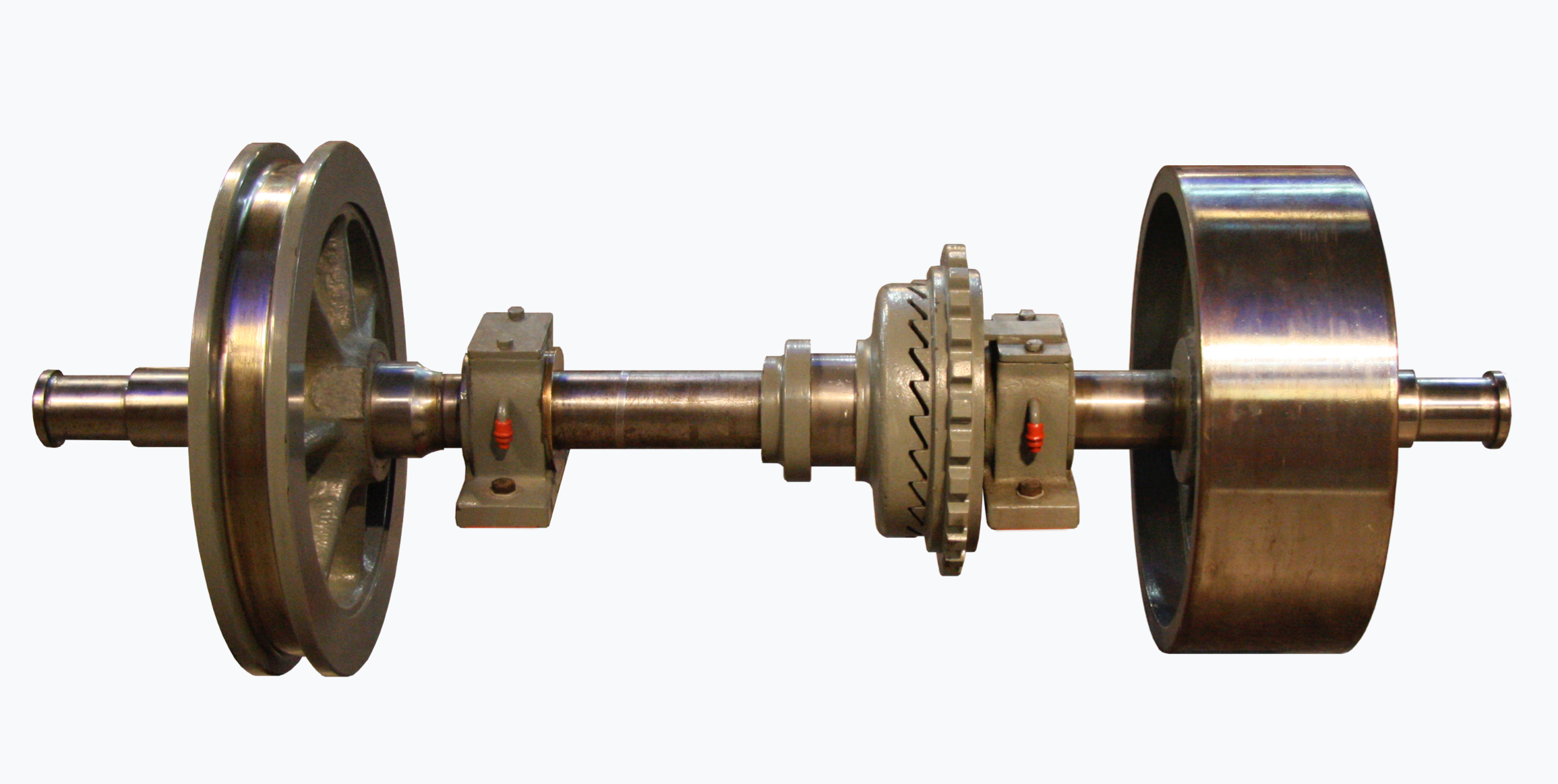
Колёсная пара двухрельсового фуникулёра

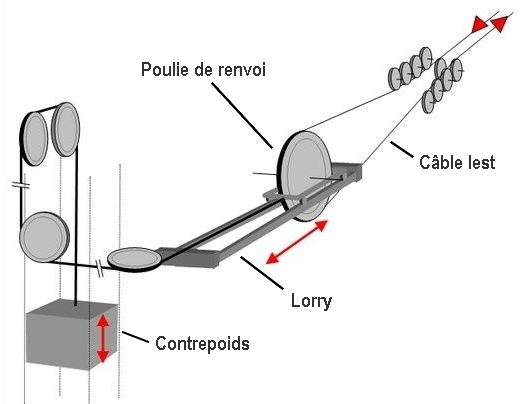
Механизмы нижней станции

Наиболее распространена схема фуникулёра с двумя немоторными вагонами, жёстко соединёнными канатом, перекинутым через шкив. Шкив и вращающий его стационарный двигатель расположены на верхней станции фуникулёра.
Двигатель приводит в движение перекинутый через шкив и уложенный между опорными рельсами канат, на концах которого жёстко закреплены вагоны. Вагоны, таким образом, разъезжаются в середине линии. Такая схема наиболее экономична — энергия тратится не на подъём и спуск самих вагонов, а фактически на перевозку разницы в весе двух по-разному наполненных пассажирами вагонов, а также на преодоление силы трения и на торможение.
В фуникулёре с водяным балластом разница в весе между вагонами компенсируется водой, которая выполняет роль противовеса. Внешний двигатель, в таком случае, не нужен.
Для фуникулёров типичными являются относительно короткие (чаще всего несколько сотен метров) трассы с очень крутым уклоном, достигающим в среднем 70 % (35°). Уклон на трассе обычно постоянен, но иногда незначительно варьируется на разных участках. Встречаются исключения — уклон трассы Пинангского фуникулёра на расстоянии 2 километра варьируется от 19 до 53 %.
Для организации путей фуникулёров используются три схемы: четырёхрельсовая, трёхрельсовая и двухрельсовая.
В последнем случае для пропуска вагонов на разъезде применяется стрелочный перевод Абта с использованием
в вагонах колёсных пар особой конструкции, где одно из колёс имеет реборды с двух сторон — внутренней и внешней, а на другом колесе реборды нет совсем, но оно имеет бо́льшую ширину для облегчения его прохождения между разрывами рельс.
Фуникулёры обычно имеют только две станции (верхнюю и нижнюю). В этом случае вагон движется по трассе без остановки от начала до конца. При наличии у фуникулёра промежуточных станций остановка вагончика у промежуточной станции может быть предусмотрена графиком движения (Пражский фуникулёр) либо делаться по дополнительной заявке пассажиров (Карловарский фуникулёр «Диана»).
Вагоны фуникулёра проектируются индивидуально под каждую трассу, с учётом её крутизны. Таким образом, будучи поставлены на горизонтальную поверхность, они выглядели бы «скособоченными». Вместо одиночных вагонов могут курсировать составы из вагонов, как, например, в Стамбульском фуникулёре «Кабаташ-Таксим».
Кармелит в Хайфе и Тюнель в Стамбуле, а также линия фуникулёра между станциями Куробэ-Ко и Куробэ-Дайра (Куробе, Япония) — части туристической линии Tateyama Kurobe Alpine Route, являются примерами фуникулёров с подземным размещением трасс. В подземном Кармелите на дистанции около 2 км расположено 6 станций, за что его часто называют метрополитеном. Стамбульский Тюнель не имеет промежуточных станций, однако некоторые буклеты для туристов его называют старейшим метро в континентальной Европе.

## Сравнение с другими видами транспорта

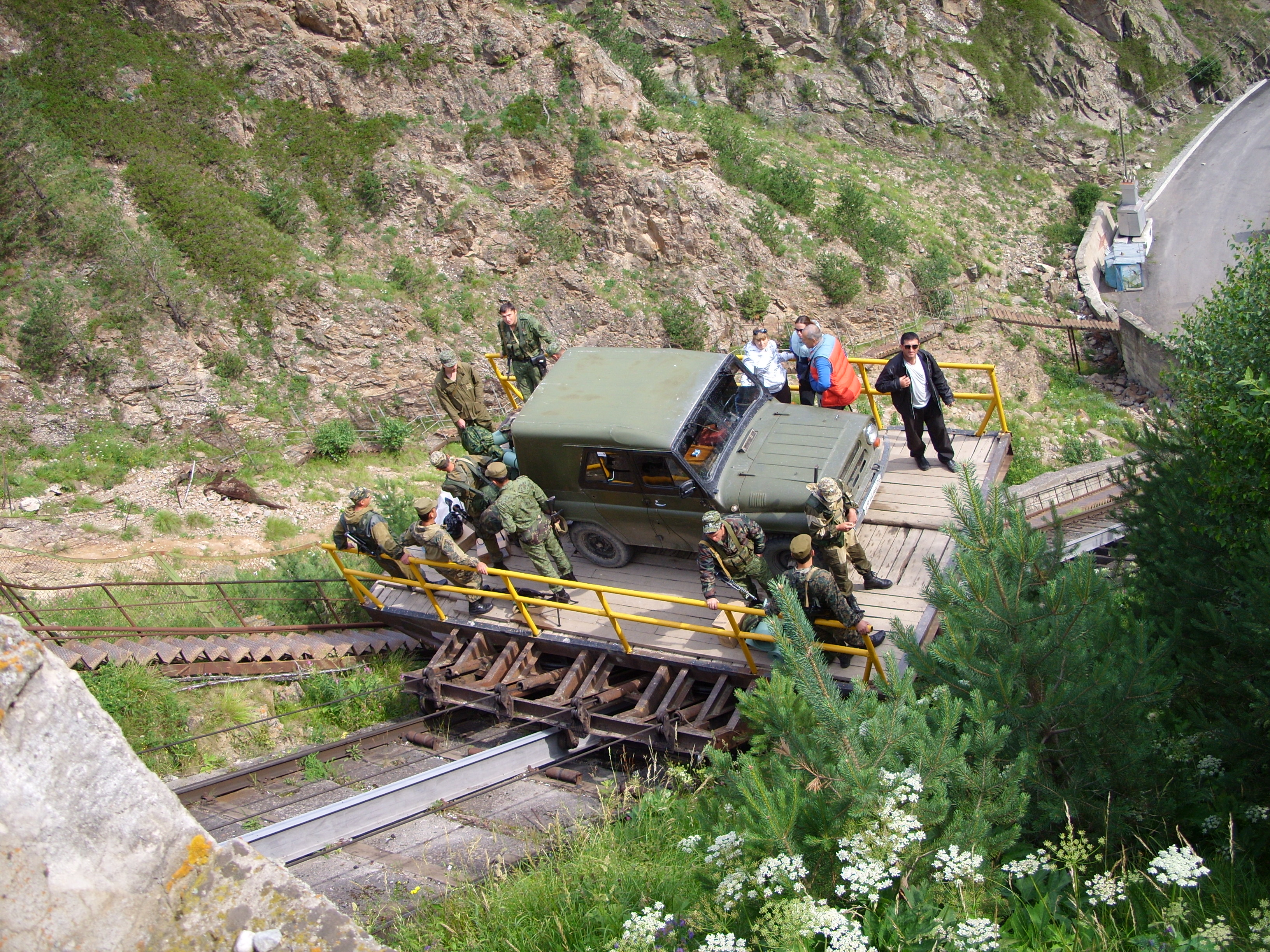
Подъёмник в ущелье реки Адырсу в Кабардино-Балкарии

Наклонные лифты довольно близки по своему предназначению и внешнему виду к фуникулёрам, отличительным критерием в данном случае будет являться сцепка, которая по определению позволит безошибочно отнести данное устройство к фуникулёрам. Если же поднимающаяся и опускающаяся платформы или вагоны не соединены один с другим тросом и перемещаются независимо друг от друга, то речь идёт о наклонном лифте. Например, грузовой подъёмник в ущелье реки Адырсу в Кабардино-Балкарии не является фуникулёром, так как в нём перемещается только одна платформа. Также существуют судоподъёмники, конструктивно устроенные по подобному принципу, например судоподъёмник Красноярской ГЭС.
По устройству к фуникулёру близки и канатная дорога, и трамвай на канатной тяге (англ. cable car — «канатный вагон»; устоявшегося русского термина не существует). Отличия фуникулёра от рельсового трамвая следующие:
- Линия фуникулёра прокладывается на коротком протяжении, как правило с бо́льшим постоянным уклоном, направленным в одну сторону на всём протяжении трассы.
- Вагоны проектируются с учётом этого уклона и имеют постоянную ориентацию на линии (одна сторона нижняя, другая — верхняя).
- Линии фуникулёра никогда не образуют сети, не разветвляются и не пересекаются.
- Движение каната, приводящего вагоны в действие, реверсивное, направление меняется всякий раз, когда вагон или вагоны достигают конца линии.
- Привод (двигатель) располагается на верхней станции, вагоны фуникулёра собственных двигателей не имеют.

## Фуникулёры постсоветского пространства

### Россия

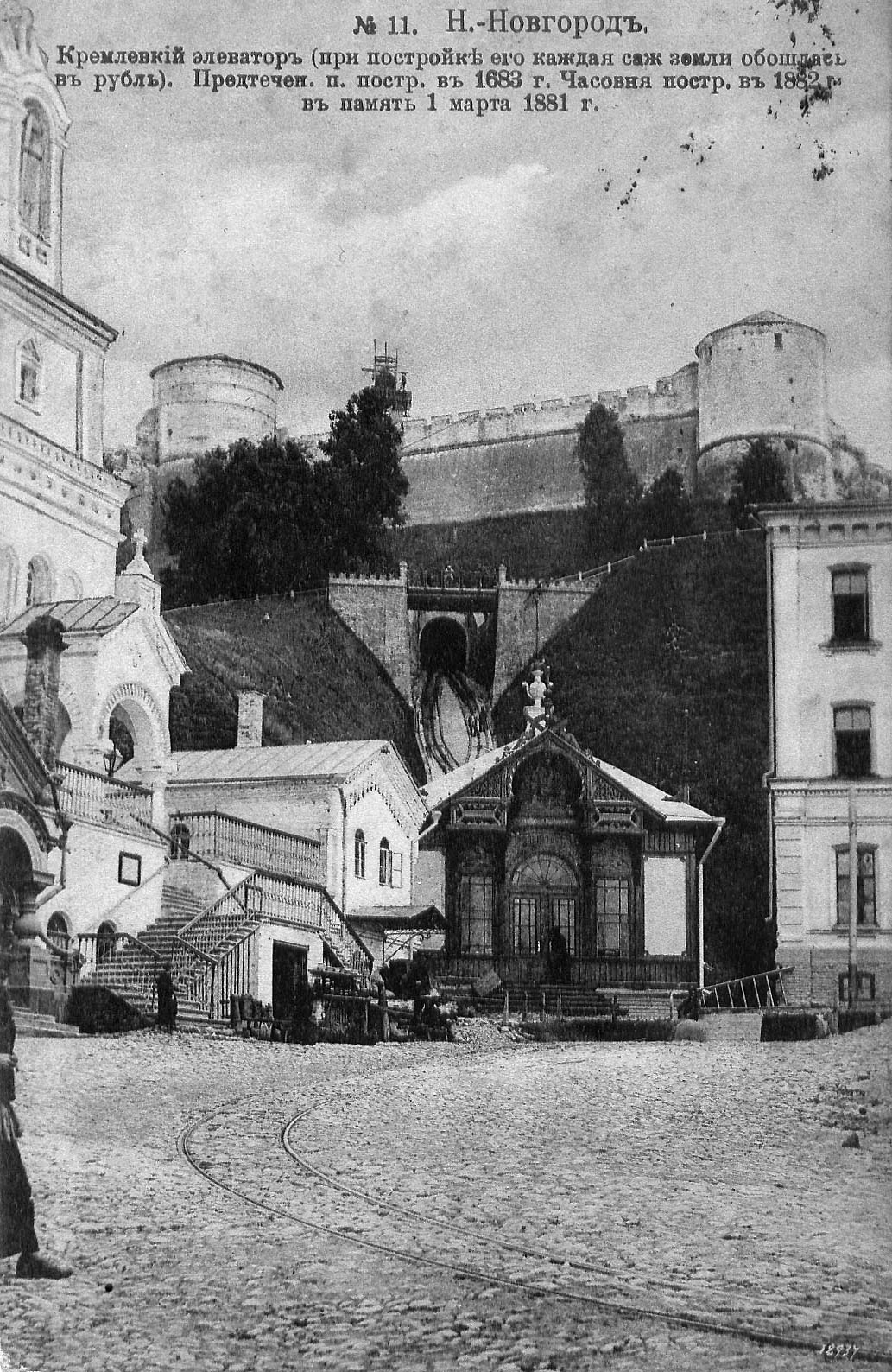
Фуникулёр в Нижнем Новгороде

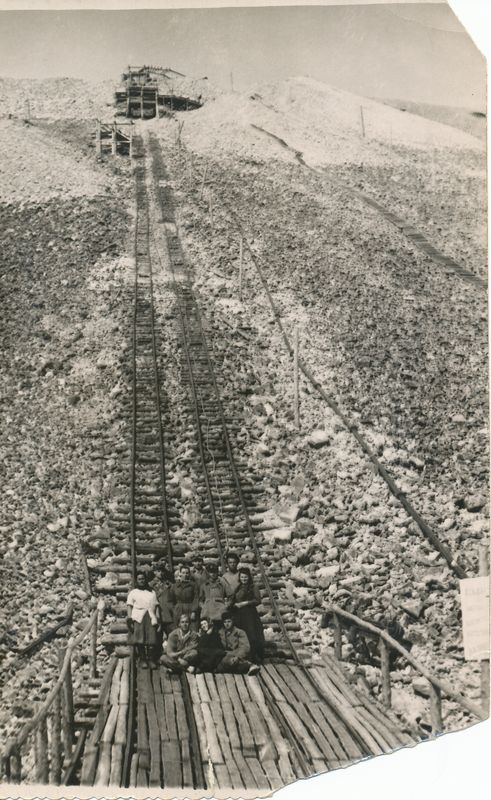
Тюремный фуникулёр ГУЛАГа на руднике «Отечественный» в Хеникандже

Линий фуникулёра, функционирующих в качестве общественного транспорта, в России две — во Владивостоке и Нижнем Новгороде. Публичного доступа к работающей в Сочи линии фуникулёра нет, так как она предназначена только для перевозки отдыхающих санатория. Работавший ранее в городе другой фуникулёр, также частный, по состоянию на 2019 год выведен из эксплуатации.
В своё время фуникулёр также работал в Светлогорске (Калининградская область).
В новейшее время администрация Нижнего Новгорода приняла решение возродить один из двух фуникулёров, работавших в городе с 1896 по 1920-е годы. Предполагалось, что два вагона, выполненных в стиле «ретро», будут курсировать от площади Народного Единства до Кремля. В сентябре 2024 года восстановленный фуникулёр открылся для посетителей.

### Другие страны
Киевский фуникулёр — единственный действующий фуникулёр на Украине. Вновь открытый в 2005 году Одесский фуникулёр технически таковым не является — это двухпутный наклонный лифт. Он был построен на месте старого, настоящего фуникулёра, закрытого в 1969 году.
В Литве один фуникулёр действует в Вильнюсе и два — в Каунасе (фуникулёр Жалякальниса и фуникулёр Аляксотасa), в Азербайджане работает Бакинский фуникулёр, в Грузии — Тбилисский фуникулёр.
В Казахстане фуникулёр действует в Алматы.

## Рекорды
Самый высокий фуникулёр в мире Metro Alpin курсирует в горнолыжном курорте Зас-Фе (1800 м н.у.м.). Он полностью проложен в туннеле длиной 1749 метров и соединяет станцию канатной дороги Felskinn (2980 м) и самый высокий в мире вращающийся ресторан «Аллалин» (3457 м), расположенный на горе Миттелаллалин в Швейцарии.